# Bakum
Bakum is een dorp en een gemeente in de Duitse deelstaat Nedersaksen, gelegen in het Landkreis Vechta. De gemeente telt 6.539 inwoners. Naburige steden zijn onder andere Dinklage, Goldenstedt en Holdorf.

## Indeling van de gemeente
De gemeente Bakum bestaat uit het dorp Bakum zelf, het circa 1.000 inwoners tellende dorp Lüsche, dat 9 km westelijker ligt, aan de weg naar Essen (Oldenburg),  alsmede 12 omliggende gehuchten. Dit zijn Büschel, Carum, Daren, Elmelage, Harme, Hausstette, Lohe, Märschendorf, Molkenstraße, Schledehausen, Vestrup en Westerbakum.
Volgens de website van de gemeente had deze in totaal 6.475 inwoners (peildatum: 31 december 2019).

## Ligging, verkeer, vervoer
Bakum ligt in de streek Oldenburgisches Münsterland, die gekenmerkt wordt door boerenland, afgewisseld met "Geestland", waarmee in Duitsland een landschapstype wordt bedoeld dat men ook in de Nederlandse provincie Drenthe aantreft: hoogveen, dat op veel plaatsen door turfwinning is afgegraven en waarop akkerland is aangelegd; dit wordt afgewisseld door hogere, arme zandgronden, waarop veelal productiebossen van dennen- en andere naaldbomen zijn aangeplant.

### Omliggende gemeenten
Beginnend vanaf het noorden , draaiend in de richting van de wijzers van de klok:
- Emstek
- Langförden, gem. Vechta
- Lutten, gem. Goldenstedt
- Vechta (stad) 8 km in oostelijke richting
- Lohne
- Dinklage
- Essen (Oldenburg) 20 km in westelijke richting
- Cappeln.

### Wegverkeer
Bakum ligt op 2½ km ten noordoosten van afrit 66 van de Bundesautobahn 1 (Bremen - Osnabrück). Oostelijk langs de gemeentegrens loopt de Bundesstraße 69  van afrit 65 van de A1 naar Vechta.

### Openbaar vervoer
Bakum  heeft zelf geen treinstation. De dichtstbijzijnde stations staan in Lohne, 8 km zuidwaarts, en in Vechta, 8 km oostwaarts. Beide stations liggen aan de spoorlijn Delmenhorst - Hesepe.
Bakum heeft een vrij regelmatige busverbinding met Vechta, zij het dat men buiten kantoor- en schooluren soms op bel-, buurt- of taxibusjes is aangewezen.

## Economie
Bakum is economisch sterk aangewezen op de landbouw (vooral aardappelen voor de fabricage van diepvriespatat) en veeteelt (vooral intensieve varkens- en kippenfokkerij)  en op daarmee samenhangend midden- en kleinbedrijf. De mest uit de intensieve veehouderij wordt grootschalig tot biogas gerecycled. Daarnaast zijn een regionaal opererende plastic- en betonfabriek (in Lüsche) en een reeds in 1793 opgerichte jeneverstokerij nog van meer dan lokaal belang.
De dierenarts van Lüsche heeft zich gespecialiseerd in de behandeling van ren-, spring- en dressuurpaarden, heeft daartoe een dierenkliniek laten bouwen en wordt door topruiters uit geheel Noord-Duitsland en ook uit Nederland geconsulteerd.

## Geschiedenis
Abt en missionaris der Saksen Gerbert Castus uit Visbek wordt beschouwd als de stichter van de eerste Johannes-de-Doperkerk te Bakum. Het dorp ontstond daaromheen in de 9e eeuw. Ook de gehuchten Carum en Elmelage bestonden reeds voor het jaar 1000, en Lüsche sinds kort daarna.  Bakum deelde de geschiedkundige lotgevallen van het Prinsbisdom Münster van 1252 tot aan de Napoleontische tijd. Na 1815 kwam het dorp in het Groothertogdom Oldenburg, en uiteindelijk in het Duitse Keizerrijk te liggen.
Het dorp werd namens de bisschop van Münster van de 13e tot en met de 18e eeuw bestuurd door laag-adellijke ridders. Zij woonden in een Rittergut, een soms kasteelachtig landhuis. In Bakum hebben 9 van deze Güter bestaan. Hiervan is er nog één over, het in 1752  herbouwde, door het adellijk geslacht Von Frydag bewoonde Gut Daren. De familie Von Frydag is sedert 1907 eigenaresse van de nabijgelegen steenfabriek OLFRY (juist aan de andere kant van de grens met de gemeente Vechta).
Aan het eind van de Tweede Wereldoorlog werd alleen om Lüsche fel gevochten tussen de terugtrekkende Duitsers en oprukkende geallieerde troepen; daarbij liep het dorp zware schade op, en er vielen enkele tientallen doden. Na de oorlog werden Lüsche en Bakum aangewezen voor de huisvesting van Heimatvertriebene, Duitsers die moesten emigreren uit Pools, Tsjechisch en Russisch geworden voormalig Duitse gebieden. Daartoe werden nieuwe woonwijken gebouwd. In het tot dan toe nagenoeg uitsluitend rooms-katholieke Bakum werd in 1951 de evangelisch-lutherse Gethsémanékerk gebouwd, een van de circa honderd door de architect Otto Bartning ontworpen Bartning-Notkirchen. Veel van de in het dorp gevestigde nieuwe bewoners waren namelijk protestant. De noodkerk is blijven bestaan en staat op de nominatie op de lijst van architectonische monumenten te worden geplaatst.

## Natuurschoon, bezienswaardigheden

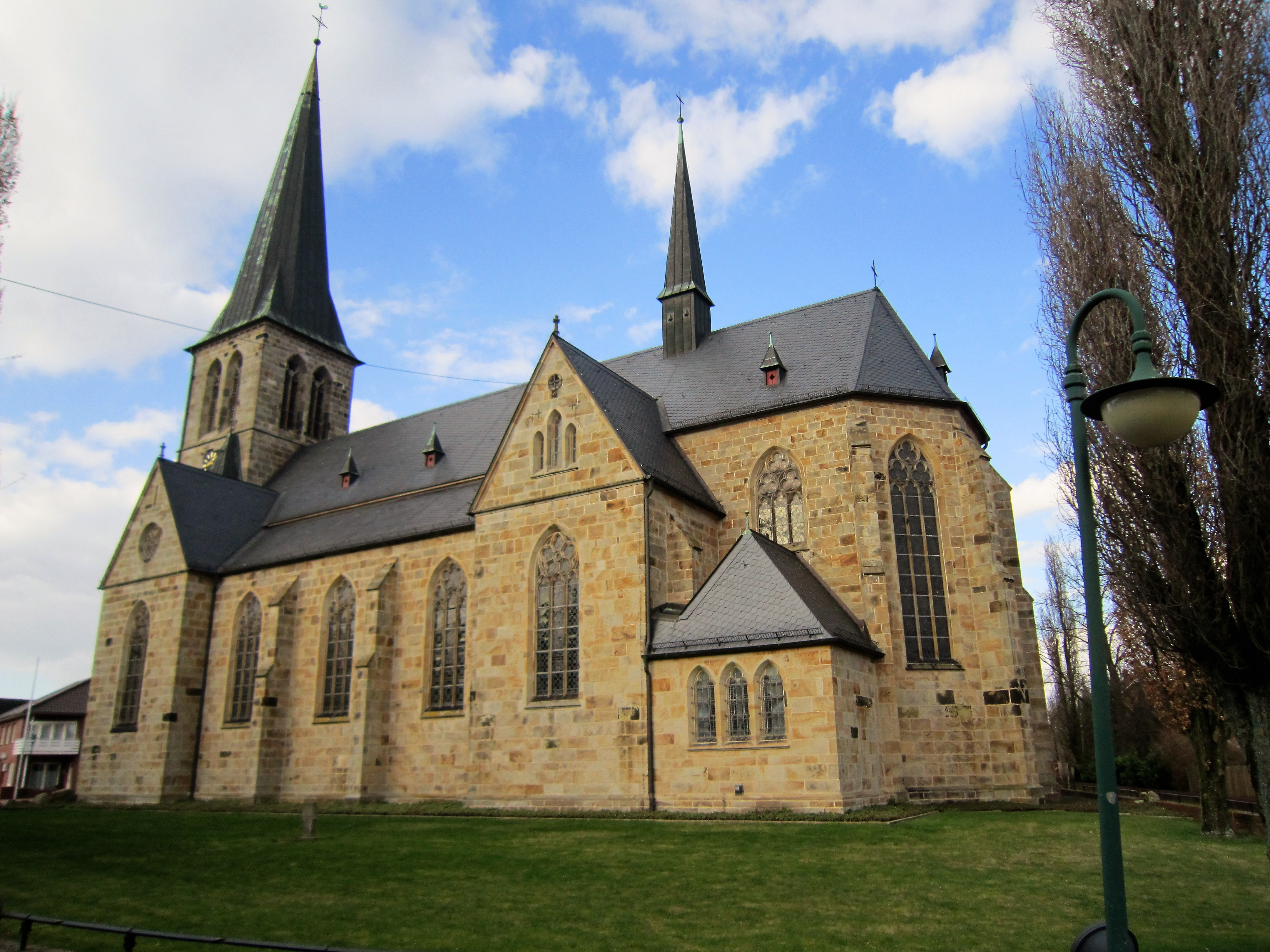
Bakum, R.K. Johannes-de-Doperkerk (1907)
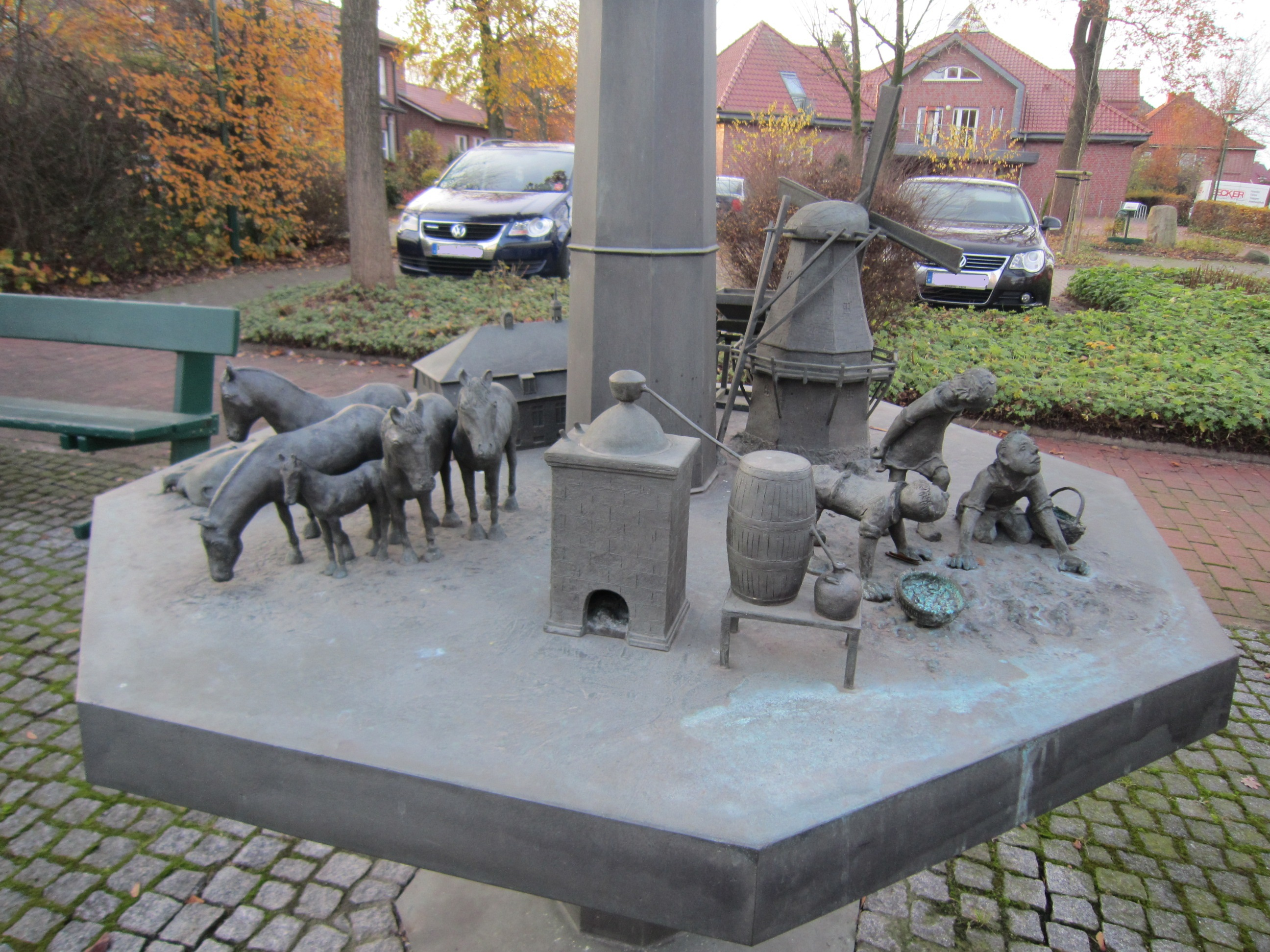
Bakum, bronzen beeldengroep "De geschiedenis van ons dorp" bij de Johannes-de-Doperkerk
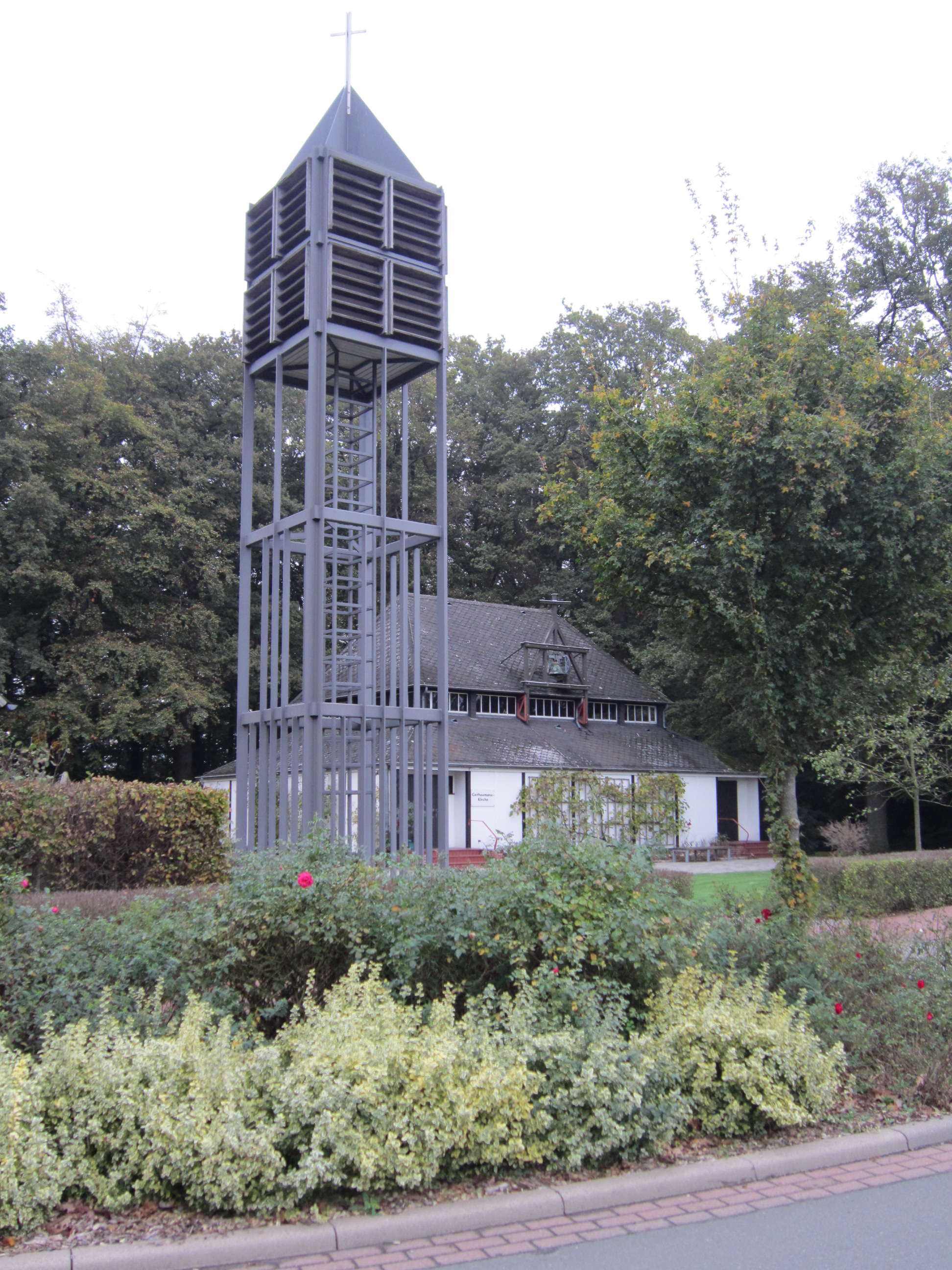
Bakum, evang.-luth. Gethsémanékerk (1951, ontwerp: Otto Bartning)
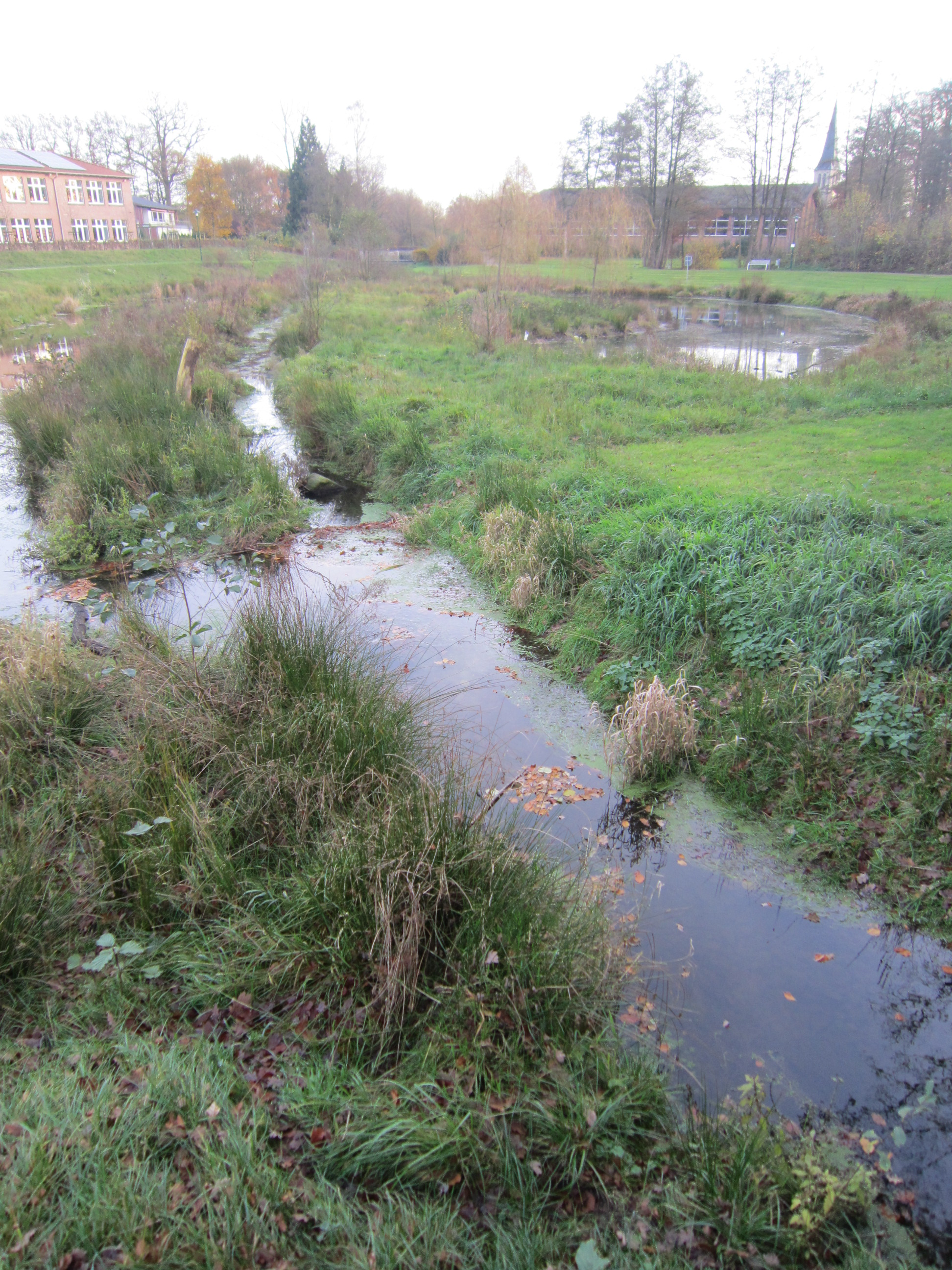
Dorpspark met -beek
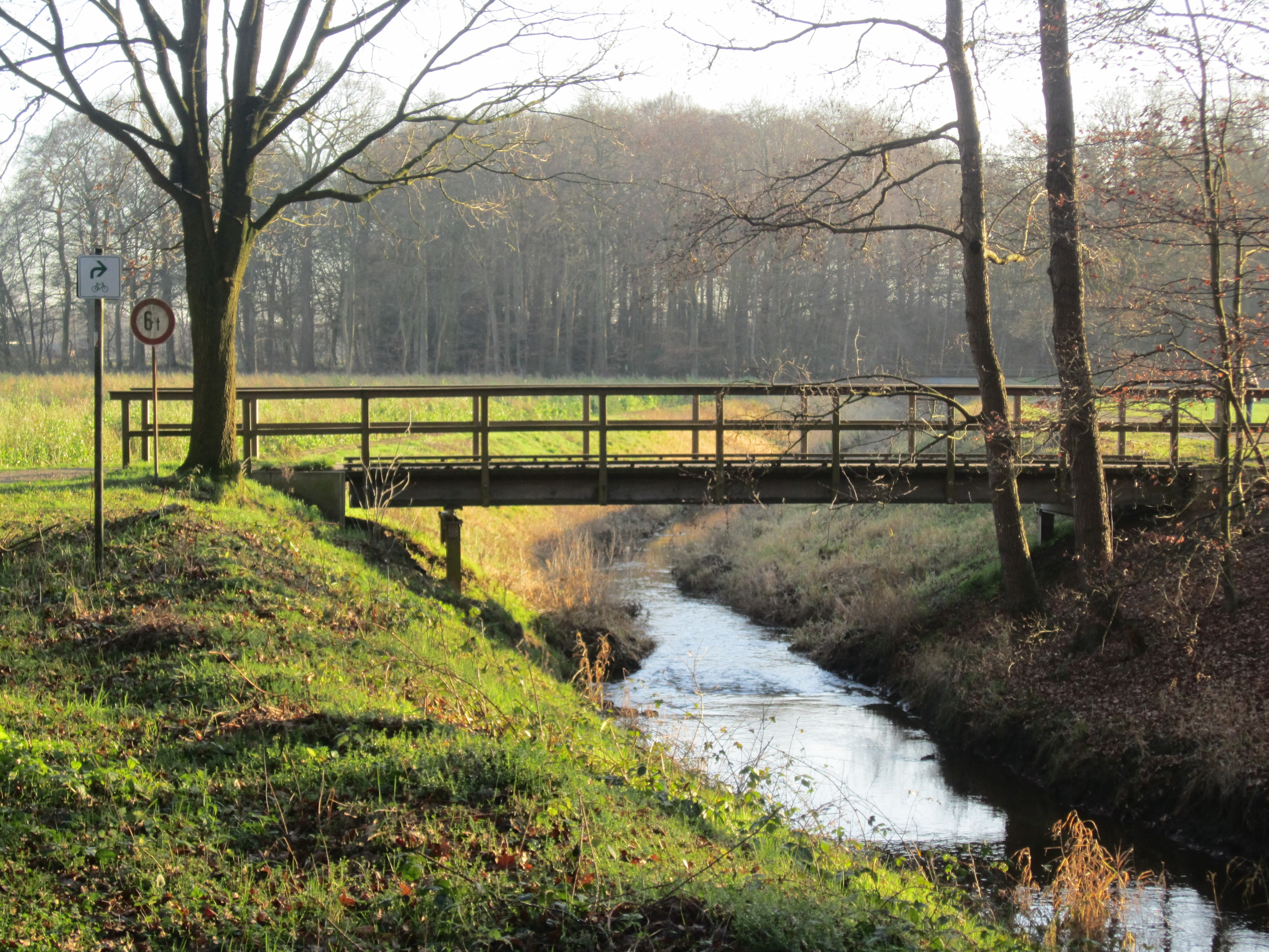
Brug bij Landgoed Daren
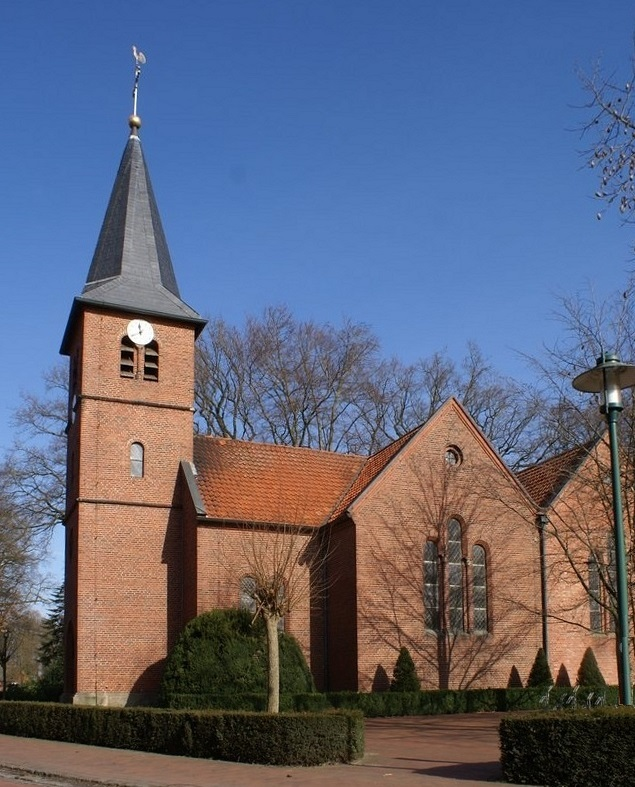
Lüsche, Sint-Jozefkerk (1865)
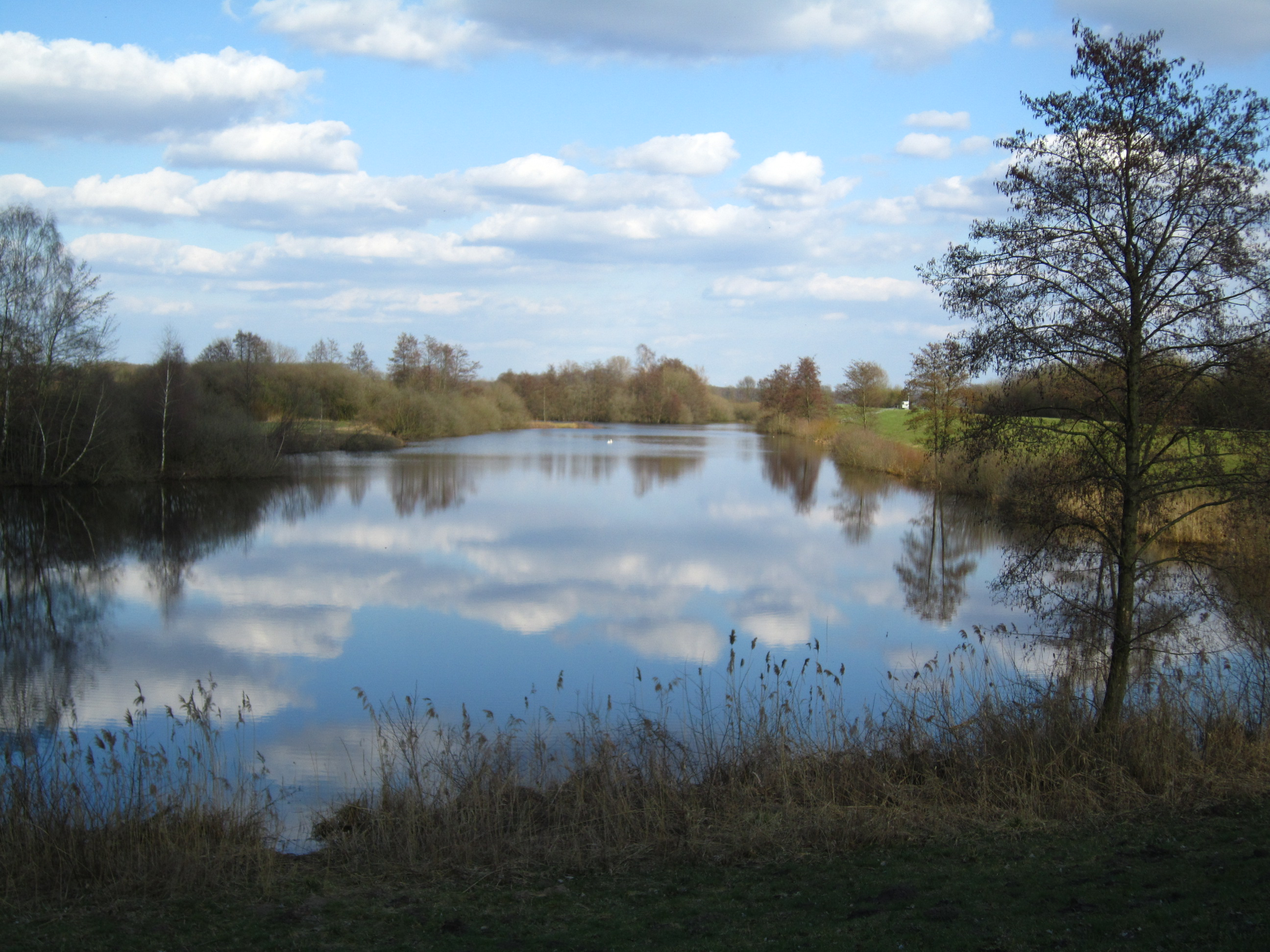
Lüscher Polder

In de gemeente zijn enige beekdalen en kleine bossen en veengebieden als natuurreservaat aangewezen. 
Dit geldt ook voor de 38 ha grote en in 1985 onder natuurbescherming geplaatste Lüscher Polder ten zuidoosten van het dorp, die als hoogwaterberging dient en derhalve "ontpolderd" is. Het gebied moet in een ondiep meer met kleine eilandjes gaan veranderen. Reels nu is het gebied zeer rijk aan allerlei zoetwatervissen.
Verspreid door de gemeente lopen diverse fiets- en wandelroutes langs deze natuurgebieden.
Ten zuidoosten van Bakum ligt Landgoed Daren. Het 18e-eeuwse landhuis hier is in gebruik bij de steenfabriek OLFRY, die juist over de gemeentegrens met Vechta staat. Het dient als directiewoning, kantoor en bedrijfsmuseum (Ziegeleimuseum). Dit complex is alleen op afspraak voor groepen te bezichtigen. Het fraaie, omliggende bosgebied, doorsneden door enkele beken, is vrij toegankelijk. Ook de jeneverstokerij van Bakum heeft een -op afspraak geopend- bedrijfsmuseum (Alte Kornbrennerei).
Het dorpje Vestrup, ten westen van de A1, heeft enige schilderachtige vakwerkhuizen en -boerderijen. De St. Vituskerk in Vestrup dateert uit de 18e eeuw en bezit een kunsthistorisch interessante kansel, die in 1591 werd gemaakt.
- Gemeinsame Normdatei: 4467254-8
- Virtual International Authority File: 239632697
- WorldCat: E39PBJjd8KJPbVFMkvR9X8hJXd

Bakum · Damme · Dinklage · Goldenstedt · Holdorf · Lohne · Neuenkirchen-Vörden · Steinfeld · Vechta · Visbek